# 레소토
레소토 왕국(lɪˈsuːtu, 영어: Kingdom of Lesotho 킹덤 오브 리수투[*], 소토어: Muso oa Lesotho 무수 우아 리수투)은 전면이 남아프리카 공화국 영토에 둘러싸여 있는 내륙국으로, 수도는 마세루이다. 국명 "레소토"는 소토어로 "소토족의 나라"를 뜻한다.

## 역사
1818년 무슈웨슈웨 1세(Moshoeshoe)가 여러 부족들을 통합하고 왕국을 세웠다. 보어인의 침략으로 나라가 위험에 빠지자 영국에 보호를 요청해 1868년 영국의 보호령 바수톨란드가 되었다. 남아프리카 공화국이 통일하자는 요구를 거부하고 1966년에 영국 연방 내의 자치 국가로 독립했다.

### 레소토 왕국
1970년 총선에서 조나단 총리가 이끄는 여당 민족당(BNP)이 국왕 옹호파인 회의당(BCP)에 참패했다. 그러자 조나단 총리는 비상사태를 선포하고 국회를 해산시키고 한때 국왕 모슈슈 2세를 추방시키기도 하였다. 1986년 레한야(Lekhanya) 소장의 쿠데타로 조나단 정부는 전복되었고 군사평의회 아래 레소토를 통치하였고 1990년에는 모슈슈 2세를 추방시키고 레치에 3세(Letsie III)를 즉위시켰다. 1991년 라마에마(Ramaema)대령이 쿠데타를 일으켜 정권을 장악하였고 1993년 3월 23년만에 실시된 총선에서 의회당(BCP)이 국회 65석을 전부 차지하는 압승으로 모켈레 정권이 출범하였다. 1995년 레치에 3세가 퇴위하고 모슈슈 2세가 재즉위 하였지만 1996년 모슈슈 2세가 교통사고로 사망해 1997년 레치에 3세가 재즉위하였다.

## 지리
레소토는 에스와티니와 함께 남아프리카 공화국에 있는 내륙국이다. 수도는 마세루이다. 전체 면적은 30,355km2이다. 레소토는 타국에 둘려싸여있는 국가이며, 전체 국토가 해발 1,000m 이상인 유일한 국가이다. 가장 낮은 곳이 1,400m일 정도로 해발고도가 높으며 전국토의 80%가 해발 1,800m 이상이다.

### 기후
연 평균 온도가 15 °C~35 °C에 머문다. 해발고도 때문에 일 년 내내 타지역에 비하면 서늘하다. 대부분의 비가 여름에 천둥번개와 함께 내린다. 마세루와 저지대 지방은 영상 30도까지 오르며 겨울에는 영하 7도까지 떨어지기도 하는데 고지대에서는 영하 18도까지 떨어지기도 한다. 사막에서는 눈이 내리는 것이 보통이며 더 높은 봉우리는 일 년내내 눈이 쌓여 있게 되는 것으로 드러난다.

## 사회

### 민족
국민의 99.7%가, 반투계의 소토족이다. 레소토의 국민은 단수형에서는 모소토인 (Mosotho), 복수형에서는 바소토인 (Basotho)으로 불린다. 14세 이상 인구의 85%는 글을 읽고 쓸 줄 알아 아프리카에서 가장 낮은 문맹률을 보이는 국가들 중 하나이다.

### 언어
소토어(세소토)와 영어가 공용어이다. 소토어가 90% 이상의 사람들에게 모국어로 사용되고 영어는 정부의 발표와 같은 공식적인 상황에서 쓰인다. 이외에 소수민족 언어 중에서는 남아프리카 공화국의 공식언어 중 하나인 줄루어를 가장 많이 사용한다.

### 종교
국민의 약 90%은 기독교를 믿으며 개신교와 가톨릭이 각각 절반 정도를 차지한다. 이슬람 교, 불교를 비롯한 기타 종교와 토착 종교가 나머지 10%를 차지한다.

## 정치
의회 간접 민주제이자 입헌군주제로 국가 원수는 국왕이다. 입법권은 정부와 국회 상원, 하원에게 모두 주어진다. 상원은 22명의 대추장과 국왕이 임명하는 11명으로 이루어진다. 하원은 5년 마다 선출되는 지역대표 80명, 비례대표 40명 총 120명으로 구성된다.

## 경제
레소토의 경제는 농업, 축산, 제조 및 광산에 기초하고 남아프리카 공화국으로 나간 노동자들의 송금에 의존하고있다. 공식 통화는 레소토 로티지만 남아프리카 공화국 랜드도 함께 쓰인다. 수출은 목축생산물이 주를 이루고 있으며 최근 의류 수출이 늘어나고 있다. 2007년 총수출액은 9억 500만달러, 총수입액은 15억 8400만달러이다며 주요 수출국은 미국, 벨기에 등이며 주요 수입국은 홍콩, 중국 등이다. 다이아몬드는 레소토의 중요한 천연자원으로 2014년 한해 동안 약 24만 캐럿의 다이아몬드를 생산하는 것으로 추정된다.

## 군사
레소토는 모병제를 실시하고 있다. 내륙국이기 때문에 육군과 공군은 있으나 해군은 없다. 약 2,000명의 병력을 보유하고 있다.

## 행정 구역

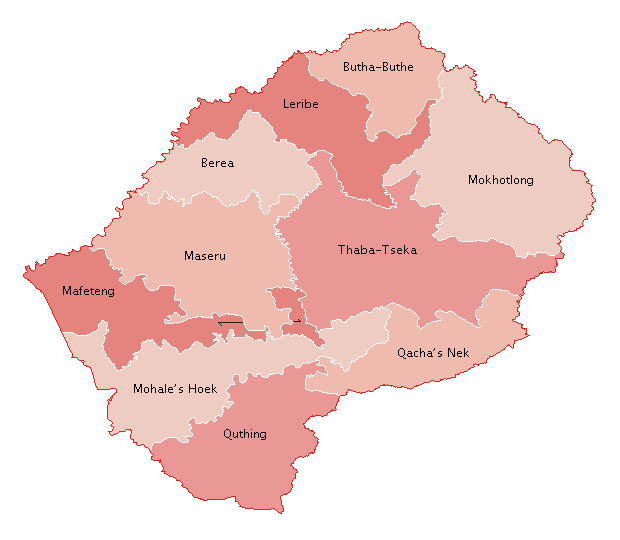

레소토는 10개 구로 구성되어 있으며 이들 구는 다시 80개 선거구와 129개 지방 평의회로 나뉜다.
1. 베레아 구 (Berea)
2. 부타부테 구 (Butha-Buthe)
3. 레리베 구 (Leribe)
4. 마페텡 구 (Mafeteng)
5. 마세루 구 (Maseru)
6. 모할레스후크 구 (Mohale's Hoek)
7. 모코틀롱 구 (Mokhotlong)
8. 카차스네크 구 (Qacha's Nek)
9. 쿠팅 구 (Quthing)
10. 타바체카 구 (Thaba-Tseka)

## 교통
내륙국가이기 때문에 항구를 가지고 있지 않지만 도로, 항공 교통과 제한적인 철도교통을 가지고 있다. 28개의 공항을 가지고 있으며 수도 마세루 동남쪽에 위치한 모슈슈(Moshoeshoe) 공항이 유일한 국제 공항이다. 철도는 마세루와 남아프리카 공화국을 연결하는 노선이 유일하다.

## 문화
남편이 없는 가정이 늘어 사회 문제가 될 정도로 타지에 나가 일하는 남자들이 많다. 남편이 없는 빈 자리를 대신해 여자들이 힘든 일을 도맡아 한다. 집에서 키우고 있는 소가 많을수록 부자로 여긴다. 도자기와 유리조각품 등의 공예품으로 유명하다.

## 대외 관계

### 대외 관계
1966년 대한민국과 수교하였으나 조나단 수상의 평양 방문 직후 우리나라의 외교관계 정지를 통보함으로써 1983년 외교관계가 중단되었다가, 1986년 정상화되었다. 조선민주주의인민공화국과는 1980년 수교하였으나, 1986년 단교했다.

### 뉴스
- allAfrica - 레소토

### 대한민국
- 주남아프리카 공화국 대사관의 레소토 설명[깨진 링크(과거 내용 찾기)]

### 기타
- 위키미디어 공용에 레소토 관련 미디어 분류가 있습니다.
- 지리 데이터: 레소토 - 오픈스트리트맵
- 위키미디어 아틀라스 - 레소토